# Bahnhof Bad Münstereifel-Arloff
Bad Münstereifel-Arloff ist ein ehemaliger Bahnhof und Haltepunkt (seit Ende der 1990er Jahre) an der Erfttalbahn am Kilometerpunkt 8,9. Zwischen 1895 und 1920 endete die meterspurige Eifelstrecke der Euskirchener Kreisbahnen in Arloff. Der heutige Regionalverkehr der Bahn verbindet die Bewohner und Besucher Arloffs mit dem Zentrum von Bad Münstereifel sowie den Städten Euskirchen und Bonn.

## Geschichte
In Arloff steht schon seit 1890 ein Empfangsgebäude am Streckenkilometer 8,9. Das zweite Bahnhofsgebäude wurde am 19. Februar 1955 zusammen mit einer Gaststätte in Betrieb genommen. Daneben war noch ein Güterschuppen geplant, dessen Bau aber über den Keller nie hinaus kam. Das Empfangsgebäude und Keller des nie fertiggestellten Güterschuppens befinden sich heute in privater Hand.
Der Bahnhof Arloff war nach Bad Münstereifel die größte Station an der Erfttalbahn und besaß bis in die 1960er Jahre vier Gleise. Auf ihnen waren Zugkreuzungen möglich, tatsächlich waren aber meistens die Wagen der Arloffer Thonwerke abgestellt, die einen direkten Gleisanschluss an den Bahnhof besaßen. Auf dem Gelände der Thonwerke gab es von 1917 bis ca. 1960 zeitweise sogar zwei Waggondrehscheiben, mit denen die Wagen in die einzelnen Hallen des Betriebes zugeteilt wurden. Auch das Hammerwerk Erft G. Dederichs nutzte den Bahnhof Arloff, um Rohmetall zu beziehen, welches mittels Handkränen von den Wagen abgeladen wurde.
Mitte der 1960er Jahre wurde der Bahnhof Arloff als Dienststelle aufgelöst und dem Bahnhof Bad Münstereifel unterstellt. In den 1970er Jahren errichtete der Landhandel Strottkötter (danach Speuser und später die Raiffeisenkasse) das Warenlager direkt gegenüber dem Empfangsgebäude auf der ehemaligen Freiladestraße. Als der Güterverkehr auf der Erfttalbahn rückläufig wurde, baute man ein Gleis ab. Im Zuge der Streckensanierung 1998 wurde die Abzweigweiche zum bereits seit mindestens sieben Jahren nicht mehr genutzten Anschluss der Thonwerke abgebaut. Übrig blieb, wie an allen Stationen der Efttalbahn, nur das Streckengleis. Das Bahnhofsgebäude wurde verkauft.
Am Bahnhof Arloff war bis 1920 die Erfttalbahn mit der Eifelstrecke (Mühlheim-Wichterich–Zülpich–Satzvey–Arloff) der Euskirchener Kreisbahnen (EKB) verknüpft. Der Bahnhof lag westlich der Staatsbahn. Das ehemalige Dienstgebäude der EKB steht heute noch hinter dem ehemaligen Empfangsgebäude der DB und ist ebenfalls in Privatbesitz.

## Bedienung
Bad Münstereifel-Arloff wird im Schienenpersonenverkehr von der Linie RB23 bedient, welche ihn mit Bad Münstereifel und Euskirchen verbindet. In Euskirchen wird sie zur S23 nach Bonn durchgebunden.
| Linie | Verlauf | Takt |
| ----- | --- | ---- |
| RB 23 | Erfttalbahn: ersetzt durch S 23, Wiederinbetriebnahme voraussichtlich im Herbst 2024 Stand: Fahrplanwechsel Dezember 2023 | -    |